# Enchenopa altissima
Enchenopa altissima är en insektsart som beskrevs av Leon Fairmaire. Enchenopa altissima ingår i släktet Enchenopa och familjen hornstritar. Inga underarter finns listade i Catalogue of Life.